# Richard von Webern
Richard Friedrich von Webern (23. lipnja 1857. – 19. siječnja 1922.) je bio njemački general i vojni zapovjednik. Tijekom Prvog svjetskog rata zapovijedao je 11. pješačkom divizijom, te LXII. i XVII. korpusom na Zapadnom i Istočnom bojištu

## Vojna karijera
Richard von Webern rođen je 23. lipnja 1857. godine. Nakon stupanja u prusku vojsku čin poručnika dostigao je u prosincu 1886., u čin satnika unaprijeđen je ožujku 1890. godine, dok je u čin bojnika promaknut u rujnu 1898. godine. U travnju 1905. dobiva čin potpukovnika, dok je u siječnju 1908. imenovan zapovjednikom 75. pješačke pukovnije smještene u Bremenu. Istodobno s tim imenovanjem promaknut je u čin pukovnika. Dužnost zapovjednika 75. pješačke pukovnije obnaša iduće tri godine, do travnja 1911., kada postaje zapovjednikom 39 pješačke brigade sa sjedištem u Hannoveru. U srpnju te iste godine unaprijeđen je u čin general bojnika. U ožujku 1914. imenovan je zapovjednikom 11. pješačke divizije smještene u Breslauu na čijem čelu dočekuje i početak Prvog svjetskog rata. U međuvremenu je, u travnju 1914.,unaprijeđen u čin general poručnika.

## Prvi svjetski rat
Na početku Prvog svjetskog rata 11. pješačka divizija nalazila se u sastavu 4. armije kojom je na Zapadnom bojištu zapovijedao vojvoda Albrecht. Navedenom divizijom Webern prolazi kroz Luksemburg, te ulazi u Belgiju. Divizija međutim, ubrzo ulazi u sastav 5. armije u sastavu koje prelazi rijeku Meuse. Tijekom 1915. Webern s 11. pješačkom divizijom sudjeluje u Prvoj bitci u Champagni, te u lipnju u Drugoj bitci u Artoisu. Tijekom 1916. 11. pješačka divizija sudjeluje u Bitci na Sommi.
U prosincu 1916. Webern je imenovan zapovjednikom novoformiranog LXII. korpusa. Navedenim korpusom zapovijeda do veljače 1918. kada postaje zapovjednikom XVII. korpusa zamijenivši na tom mjestu Paula Flecka. Sedamnaestim korpusom zapovijeda tijekom Proljetne ofenzive nakon koje je u lipnju 1918. smijenjen s mjesta zapovjednika, te stavljen na raspolaganje.

## Poslije rata
Webern do kraja rata nije dobio novo zapovjedništvo. Peminuo je 19. siječnja 1922. godine u 65. godini života.

## Vanjske poveznice
(eng.) Richard von Webern na stranici Prussianmachine.com

(njem.) Richard von Webern na stranici Deutschland14-18.de  Arhivirana inačica izvorne stranice od 1. siječnja 2015. (Wayback Machine)